# Financier and Bullionist
Pour les articles homonymes, voir Financier (homonymie).
Financier and Bullionist est un journal quotidien anglais d'information financière publié à Londres de 1900 à 1924.

## Histoire
Le quotidien financier trouve son origine dans deux quotidiens distincts, longtemps rivaux et qui finalement fusionnent. The Financier, créé en 1870, et The Bullionist (renommé en 1866 Daily Bullionist) s'associent ainsi en 1900 pour donner naissance à Financier and Bullionist.
En 1924[réf. à confirmer], Financier and Bullionist est intégré à son concurrent Financial News (en) et cesse de paraître en tant que tel.